# 더그의 일상
더그의 일상(Dug Days 또는 Up: Dug Days)는 밥 피터슨이 제작, 각본, 감독하고 픽사 애니메이션 스튜디오에서 처음으로 디즈니+용으로 제작한 미국 단편 애니메이션 시리즈이다. 이 시리즈는 2009년 영화 업 (2009년 영화) 직후를 배경으로 설정되었으며, 주인공 개 더그(성우: 피터슨)와 그의 주인인 78세의 칼 프레드릭슨(성우: 에드워드 애스너)이 죽기 전 마지막 공연 중 하나에서 성우를 맡았다.
이 시리즈는 2020년 12월 디즈니 투자자의 날에 발표되었으며 피터슨은 "Forky Asks a Question" 작업에 이어 더그를 중심으로 시리즈를 발표했다. 애니메이터들은 원본 영화 출시 이후 CG 애니메이션의 발전으로 인해 원본 디자인을 업데이트하기 위해 캐릭터의 새로운 애니메이션 리깅, 텍스처 및 머리카락을 만들었다. 미국의 코로나19 팬데믹으로 인해 애니메이션 과정의 최종 결과 대부분은 제작진의 집에서 이루어졌으며 출연진은 대화를 원격으로 녹음했다.
더그의 일상의 처음 5개 에피소드는 2021년 9월 1일 디즈니+에서 첫 방송되었다. 목소리 연기, 메시지, 역할 모델, 유머 및 정서적 깊이에 대해 일반적으로 긍정적인 평가를 받았다.
여섯 번째이자 마지막 에피소드인 칼의 데이트(Carl's Date)는 2023년 6월 16일 픽사의 엘리멘탈(Elemental)과 함께 단편 영화로 극장에서 처음 개봉되었다.